# Luohansi (ort i Kina, Hubei Sheng, lat 30,96, long 114,30)
Luohansi (kinesiska: 罗汉寺) är en ort i Kina. Den ligger i provinsen Hubei, i den centrala delen av landet, omkring 42 kilometer norr om provinshuvudstaden Wuhan. Antalet invånare är 49 793. Befolkningen består av 24 724 kvinnor och 25 069 män. Barn under 15 år utgör 13,0 %, vuxna 15-64 år 73 %, och äldre över 65 år 12,0 %.
Runt Luohansi är det mycket tätbefolkat, med 1 095 invånare per kvadratkilometer. Närmaste större samhälle är Huangpi, 10,9 km sydost om Luohansi. Trakten runt Luohansi består till största delen av jordbruksmark.
Genomsnittlig årsnederbörd är 1 631 millimeter. Den regnigaste månaden är juli, med i genomsnitt 255 mm nederbörd, och den torraste är december, med 20 mm nederbörd.